# Tobaksprodukt
En tobaksprodukt är en industritillverkad artikel som innehåller tobak. I Sverige är alla tobaksprodukter i olika grad punktbeskattade.

## Tobaksprodukter
- cigarrer
- cigaretter
- cigariller
- piptobak
- snus och tuggsnus
- tuggtobak